# Jordan Larsson
Pour les articles homonymes, voir Larsson.
Jordan Larsson, né le 20 juin 1997 à Rotterdam, est un footballeur international suédois jouant au poste d'attaquant à FC Copenhague. Il est le fils de Henrik Larsson.

## Vie personnelle
Jordan Larsson est le fils de Henrik Larsson, qui a joué au même poste que son fils respectivement à Högaborg, Helsingborg, Feyenoord Rotterdam, Celtic Glasgow, FC Barcelone, Manchester United ainsi que pour la sélection nationale de Suède. Il remporte des trophées aux Pays-Bas, en Écosse, en Espagne et en Angleterre. Il inscrit également de nombreux buts dans sa carrière dont 242 rien qu'au seul Celtic. Jordan Larsson est né à Rotterdam pendant que son père jouait au Feyenoord. Son prénom est inspiré du joueur de basket-ball Michael Jordan. Il a des origines du Cap-Vert par l'intermédiaire de son grand-père paternel. Jordan Larsson a régulièrement été vu au Celtic Park quand son père a joué là-bas, et l'a accompagné sur le terrain lors de cérémonies de remise de trophées.

## Carrière en club
Alors que son père a joué pour le FC Barcelone entre 2004 et 2006, Larsson évolue au sein du club catalan dans son académie de La Masia. Il commence sa carrière senior à Högaborgs BK qui évolue au quatrième niveau national. Suivi en janvier 2014, alors qu'il a 16 ans, par Manchester United, il rejoint finalement Helsingborgs IF comme son père l'avait fait 22 ans auparavant.
Il fait ses débuts dans l'équipe première le 27 juillet 2014 en remplaçant Mattias Lindström à la 73e minute d'un nul 1-1 à domicile contre Örebro SK. En novembre, son père devient le nouvel entraîneur de l'équipe et assure aux supporters qu'il ne pratiquera pas le népotisme.
Larsson marque son premier but en championnat pour Helsingborg le 6 juin 2015 à la deuxième minute d'un match remporté 3-0 contre Åtvidaberg, deux semaines avant son 18e anniversaire.

## Carrière internationale
Après avoir évolué en sélection nationale des moins de 17 ans puis en moins de 19 ans, Jordan Larsson fait ses débuts en moins de 21 ans le 3 juin 2016, marquant le but de la victoire suédoise 3-2 contre la Géorgie à Rimnersvallen lors des qualifications pour le Championnat d'Europe de football espoirs 2017.
Larsson est initialement l'un des trois attaquants choisis par l'entraîneur Hakan Ericson pour l'équipe suédoise disputant les Jeux olympiques de 2016 au Brésil. Cependant, son père, qui est aussi son entraîneur en club, refuse de laisser son fils rejoindre la sélection, indiquant avoir besoin de lui dans son effectif.
Il joue son premier match avec l'équipe nationale senior le 7 janvier 2018 contre l'Estonie (match nul 1-1).

### Buts internationaux
| Buts internationaux de Jardon Larsson | Buts internationaux de Jardon Larsson | Buts internationaux de Jardon Larsson | Buts internationaux de Jardon Larsson | Buts internationaux de Jardon Larsson | Buts internationaux de Jardon Larsson | Buts internationaux de Jardon Larsson | Buts internationaux de Jardon Larsson | Buts internationaux de Jardon Larsson |
|                                       | Date                                  | Lieu                                  | Adversaire                            | Score                                 | Résultat                              | Compétition                           | Notes                                 | Sel.                                  |
| ------------------------------------- | ------------------------------------- | ------------------------------------- | ------------------------------------- | ------------------------------------- | ------------------------------------- | ------------------------------------- | ------------------------------------- | ------------------------------------- |
| 1                                     | 9 janvier 2020                        | Al-Ahly Stadium, Doha, Qatar          | Moldavie                              | 1-0                                   | 1-0                                   | Match amical                          | 32éme                                 | 3e                                    |